# Benny 1
Lasse Green Henriksen (født 31. januar 1991), bedre kendt under sit alias Benny_1, Benny, Hømming og pølsegnaskeren, er en dansk Youtuber, som er kendt fra sine gaming- og vlog-videoer, som ofte indeholder emner som Minecraft, vlogs og mange andre spil med sine venner. 
Han er uddannet multimediedesigner. Han har udgivet en bog ved navn Benny_1's normale guide til det paranormale. Derudover er han youtuber hos Gonzo Media.

## Historie
Lasse fik sit gennembrud på YouTube med Gameplay-videoer, hvor han spillede Minecraft på Minecraftserveren My Little Creeper som han ejede med P DOGG. Hans YouTube-kanal har mere end 115.000 følgere.
I et forsøg på at imødekomme forskelligt interesserede publikummer oprettede han den 4. september 2015 en gaming kanal med navnet Benny_1 Ekstra. Lasse har forskellige Minecraft-serier f.eks. GEH v1, v2, v2.5, v3, v4, v5, v6, v7 og senest v8 bl.a. med youtuberne Gex og BrianFromDenmark. Og laver også en del videoer hvor han spiser forskelligt slik fra udlandet.